# Wereldbeker schaatsen 2010/2011 - Wereldbeker 2
De Wereldbeker schaatsen 2010/11 Wereldbeker 2  was de tweede wedstrijd van het Wereldbekerseizoen die van 19 tot en met 21 november 2010 plaatsvond in het Sportforum Hohenschönhausen in Berlijn, Duitsland.

## Onderdelen
| Datum       | Tijd      | Onderdeel                                                                             |
| ----------- | --------- | ------------------------------------------------------------------------------------- |
| 19 November | 15:30 MET | 1ste 500 m vrouwen 1ste 500 m mannen 1500 m vrouwen 5000 m mannen                     |
| 20 November | 13:15 MET | 2de 500 m vrouwen 2de 500m mannen 3000 m vrouwen 1500 m mannen                        |
| 21 November | 13:15 MET | 1000 m vrouwen 1000 m mannen ploegenachtervolging vrouwen ploegenachtervolging mannen |

## Nederlandse deelnemers
| Afstand              | Geslacht | Deelnemers, A- of B-groep                      | Deelnemers, A- of B-groep                      | Deelnemers, A- of B-groep                      | Deelnemers, A- of B-groep                      | Deelnemers, A- of B-groep                      | Deelnemers, A- of B-groep                      | Deelnemers, A- of B-groep                      | Deelnemers, A- of B-groep                      | Deelnemers, A- of B-groep                      | Deelnemers, A- of B-groep                      |
| -------------------- | -------- | ---------------------------------------------- | ---------------------------------------------- | ---------------------------------------------- | ---------------------------------------------- | ---------------------------------------------- | ---------------------------------------------- | ---------------------------------------------- | ---------------------------------------------- | ---------------------------------------------- | ---------------------------------------------- |
| 1e 500m              | Mannen   | Jan Smeekens                                   | A                                              | Jacques de Koning                              | A                                              | Stefan Groothuis                               | A                                              | Hein Otterspeer                                | A                                              | Simon Kuipers                                  | A                                              |
| 1e 500m              | Vrouwen  | Margot Boer                                    | A                                              | Laurine van Riessen                            | A                                              | Thijsje Oenema                                 | A                                              | Marianne Timmer                                | A                                              | Anice Das                                      | B                                              |
|                      |          |                                                |                                                |                                                |                                                |                                                |                                                |                                                |                                                |                                                |                                                |
| 2e 500m              | Mannen   | Jan Smeekens                                   | A                                              | Jacques de Koning                              | A                                              | Stefan Groothuis                               | A                                              | Hein Otterspeer                                | A                                              | Simon Kuipers                                  | A                                              |
| 2e 500m              | Vrouwen  | Margot Boer                                    | A                                              | Laurine van Riessen                            | A                                              | Thijsje Oenema                                 | A                                              | Marianne Timmer                                | A                                              | Anice Das                                      | B                                              |
|                      |          |                                                |                                                |                                                |                                                |                                                |                                                |                                                |                                                |                                                |                                                |
| 1000m                | Mannen   | Simon Kuipers                                  | A                                              | Stefan Groothuis                               | A                                              | Jan Bos                                        | A                                              | Hein Otterspeer                                | A                                              | Mark Tuitert                                   | A                                              |
| 1000m                | Vrouwen  | Marrit Leenstra                                | A                                              | Margot Boer                                    | A                                              | Laurine van Riessen                            | A                                              | Natasja Bruintjes                              | A                                              | Ireen Wüst                                     | A                                              |
|                      |          |                                                |                                                |                                                |                                                |                                                |                                                |                                                |                                                |                                                |                                                |
| 1500m                | Mannen   | Simon Kuipers                                  | A                                              | Stefan Groothuis                               | A                                              | Mark Tuitert                                   | A                                              | Wouter Olde Heuvel                             | A                                              | Rhian Ket                                      | A                                              |
| 1500m                | Vrouwen  | Ireen Wüst                                     | A                                              | Marrit Leenstra                                | A                                              | Margot Boer                                    | A                                              | Laurine van Riessen                            | A                                              | Ingeborg Kroon                                 | A                                              |
|                      |          |                                                |                                                |                                                |                                                |                                                |                                                |                                                |                                                |                                                |                                                |
| 5000m                | Mannen   | Bob de Jong                                    | A                                              | Wouter Olde Heuvel                             | A                                              | Bob de Vries                                   | A                                              | Jorrit Bergsma                                 | A                                              | Robert Bovenhuis                               | A                                              |
| 3000m                | Vrouwen  | Ireen Wüst                                     | A                                              | Marije Joling                                  | A                                              | Marrit Leenstra                                | B                                              | Moniek Kleinsman                               | B                                              | Irene Schouten                                 | B                                              |
|                      |          |                                                |                                                |                                                |                                                |                                                |                                                |                                                |                                                |                                                |                                                |
| Ploegenachtervolging | Mannen   | Wouter Olde Heuvel, Koen Verweij, Bob de Vries | Wouter Olde Heuvel, Koen Verweij, Bob de Vries | Wouter Olde Heuvel, Koen Verweij, Bob de Vries | Wouter Olde Heuvel, Koen Verweij, Bob de Vries | Wouter Olde Heuvel, Koen Verweij, Bob de Vries | Wouter Olde Heuvel, Koen Verweij, Bob de Vries | Wouter Olde Heuvel, Koen Verweij, Bob de Vries | Wouter Olde Heuvel, Koen Verweij, Bob de Vries | Wouter Olde Heuvel, Koen Verweij, Bob de Vries | Wouter Olde Heuvel, Koen Verweij, Bob de Vries |
| Ploegenachtervolging | Vrouwen  | Marije Joling, Jorien Voorhuis, Ireen Wüst     | Marije Joling, Jorien Voorhuis, Ireen Wüst     | Marije Joling, Jorien Voorhuis, Ireen Wüst     | Marije Joling, Jorien Voorhuis, Ireen Wüst     | Marije Joling, Jorien Voorhuis, Ireen Wüst     | Marije Joling, Jorien Voorhuis, Ireen Wüst     | Marije Joling, Jorien Voorhuis, Ireen Wüst     | Marije Joling, Jorien Voorhuis, Ireen Wüst     | Marije Joling, Jorien Voorhuis, Ireen Wüst     | Marije Joling, Jorien Voorhuis, Ireen Wüst     |

De beste Nederlander per afstand is vet gezet

## Podia

### Mannen
| Afstand:             | Goud:                                                       | Tijd    | Zilver:                                                          | Tijd    | Brons:                                                 | Tijd       |
| 500 m (vrijdag)      | Joji Kato Japan                                             | 35,03   | Jan Smeekens Nederland                                           | 35,04   | Lee Kang-seok Zuid-Korea                               | 35,10      |
| 500 m (zaterdag)     | Pekka Koskela Finland                                       | 34,90   | Tucker Fredricks Verenigde Staten                                | 34,91   | Lee Kang-seok Zuid-Korea                               | 35,13      |
| 1000 m               | Shani Davis Verenigde Staten                                | 1.08,82 | Lee Kyou-hyuk Zuid-Korea                                         | 1.09,08 | Simon Kuipers Nederland                                | 1.09,11(0) |
| 1500 m               | Håvard Bøkko Noorwegen                                      | 1.45,27 | Trevor Marsicano Verenigde Staten                                | 1.46,15 | Stefan Groothuis Nederland                             | 1.46,31    |
| 5000 m               | Lee Seung-hoon Zuid-Korea                                   | 6.18,40 | Jonathan Kuck Verenigde Staten                                   | 6.18,85 | Håvard Bøkko Noorwegen                                 | 6.19,50    |
| Ploegenachtervolging | Verenigde Staten Shani Davis Jonathan Kuck Trevor Marsicano | 3.43,10 | Noorwegen Håvard Bøkko Henrik Christiansen Sverre Lunde Pedersen | 3.44,65 | Nederland Wouter Olde Heuvel Koen Verweij Bob de Vries | 3.45,38    |

### Vrouwen
| Afstand:             | Goud:                                                | Tijd    | Zilver:                                            | Tijd    | Brons:                                      | Tijd    |
| 500 m (vrijdag)      | Jenny Wolf Duitsland                                 | 38,08   | Lee Sang-hwa Zuid-Korea                            | 38,24   | Margot Boer Nederland                       | 38,66   |
| 500 m (zaterdag)     | Jenny Wolf Duitsland                                 | 37,98   | Margot Boer Nederland                              | 38,46   | Lee Sang-hwa Zuid-Korea                     | 38,56   |
| 1000 m               | Christine Nesbitt Canada                             | 1.15,86 | Heather Richardson Verenigde Staten                | 1.16,31 | Margot Boer Nederland                       | 1.16,51 |
| 1500 m               | Christine Nesbitt Canada                             | 1.57,03 | Ida Njåtun Noorwegen                               | 1.57,99 | Ireen Wüst Nederland                        | 1.58,93 |
| 3000 m               | Jilleanne Rookard Verenigde Staten                   | 4.04,39 | Martina Sáblíková Tsjechië                         | 4.05,83 | Stephanie Beckert Duitsland                 | 4.06,12 |
| Ploegenachtervolging | Duitsland Jennifer Bay Stephanie Beckert Isabell Ost | 3.04,91 | Nederland Marije Joling Jorien Voorhuis Ireen Wüst | 3.05,50 | Noorwegen Hege Bøkko Mari Hemmer Ida Njåtun | 3.06,67 |